# Tongde (socken i Kina, lat 24,46, long 108,42)
Tongde (kinesiska: 同德乡, 同德) är en socken i Kina. Den ligger i den autonoma regionen Guangxi, i den södra delen av landet, omkring 180 kilometer norr om regionhuvudstaden Nanning.
Genomsnittlig årsnederbörd är 1 962 millimeter. Den regnigaste månaden är juni, med i genomsnitt 354 mm nederbörd, och den torraste är februari, med 41 mm nederbörd.